# Armentario de Pavía
Armentario de Pavía (siglo VIII-Pavía; 731) fue un obispo lombardo, venerado como santo por la Iglesia católica el 30 de enero.

## Hagiografía
Está considerado como el 19.° obispo de Pavía, y la tradición no se pone de acuerdo en la fecha de su consagración, ya que ofrecen distintas fechas, la más cercana a su muerte corresponde al 720.